# Vliv sousední skupiny
Jako vliv sousední skupiny se označuje souhrn interakcí reakčního centra s volnými elektronovými páry atomů nebo elektrony vazeb sigma či pí obsaženými v dané molekule, ale ne konjugovaných s reakčním centrem.
Tyto interakce často navyšují rychlosti reakcí a ovlivňují také stereochemické vlastnosti reakce.

## Vliv volných elektronových párů heteroatomů
Při substitucích molekul obsahujících heteroatomy se jedna ze skupin substrátu podílí na reakci a ovlivňuje tak její průběh.
Příkladem může být reakce sirného yperitu nebo dusíkatých yperitů s nukleofily, které jsou sloučeniny výrazně rychlejší než u nukleofilů obsahujících sekundární či primární alkylchloridy bez heteroatomů v hlavním řetězci.
Ph-S-CH2-CH2-Cl reaguje s vodou 600krát rychleji než CH3-CH2-CH2-Cl.

## Vliv alkenových skupin
Orbitaly π u alkenů mohou stabilizovat přechodné stavy usnadněním delokalizace kladného náboje karbokationtu; například nenasycené tosyláty reagují rychleji (1011krát rychleji při solvolýze ve vodě) než nasycené.
Karbokationtové meziprodukty lze stabilizovat rezonancemi, kde je kladný náboj rozprostřen na více atomech:
Tento účinek se objevuje i u alkenů, kde je vzdálenost dvojné vazby od reakčního centra větší; například u následujícího alkylovaného benzensulfonátu alken vyvolává delokalizaci karbokationtu.

## Vliv cyklopropanových, cyklobutanových, a homoallylových skupin
Reakcí cyklopropylmethaminu s dusitanem sodným ve zředěné kyselině chloristé vznikala směs obsahující 48 % cyklopropylmethylalkoholu, 47 % cyklobutanolu, a 5 % homoallylového alkoholu but-3-en-1-olu.
Kladný náboj je prostřednictvím rezonančních struktur delokalizován přes karbokationtový meziprodukt, čímž vznikají částečné (na elektrony chudé) vazby. Nízká výnosnost homoallylového alkoholu naznačuje, že homoallylové struktury mají nejmenší podíl.

## Působení aromatických kruhů
Aromatické kruhy se mohou delokalizací kladných nábojů podílet na tvorbě karbokationtů nazývaných fenoniové ionty.
Reakcí tosylátu, znázorněné na následujícím obrázku, s kyselinou octovou za solvolýzy namísto jednoduché SN2 reakce, se vytvářela směs produktů A,B (navzájem enantiomerních), a C+D, v poměru 48:48:4.
Mechanismus tvorby A a B vypadá takto:

## Působení alifatických vazeb C-C nebo C-H
Alifatické vazby C-C a C-H vyvolávají delokalizace, nacházejí-li se v blízkosti odstupujících skupin. Meziprodukty příslušných reakcí, například 2-norbornylové kationty, se označují jako neklasické ionty.